# Levantamientos jacobitas

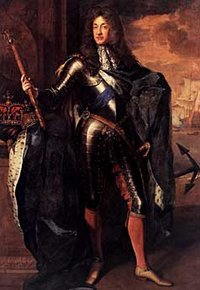
Jacobo II de Inglaterra y VII de Escocia, pintado por sir Godfrey Kneller en 1684.

Los levantamientos jacobitas fueron una serie de revueltas, rebeliones y guerras en las islas británicas entre 1688 y 1746. Tuvieron como finalidad devolver el trono a Jacobo II de Inglaterra y, con ello, a sus descendientes de la Casa de Estuardo, del cual habían sido privados por el Parlamento después de la Revolución Gloriosa de 1688.

## Sublevaciones dirigidas por Jacobo II de Inglaterra
Esta serie de conflictos tomaron su nombre de Jacobus, versión latina de Jacobo. El ejército francés participó en el conflicto entre 1692 y 1708, cuando tropas a favor de los Estuardo desembarcaron en las islas británicas. Unos 40 000 refugiados jacobitas se instalaron en Francia entre 1688 y 1692 tras la represión política y religiosa lanzada por los protestantes vencedores en la Revolución Gloriosa; en Francia, estos exiliados fueron denominados los oies sauvages (Gansos Salvajes).

## Guerra guillermita de Irlanda
En 1689, Jacobo II de Inglaterra intentó retomar el trono inglés, para lo cual se dirigió con partidarios suyos a Irlanda, entonces posesión inglesa, con el fin de reunir allí un ejército y desafiar al nuevo régimen de la Casa de Orange. Contando con soldados franceses que Luis XIV puso a su servicio, el rey Jacobo desembarcó en suelo irlandés el 12 de marzo de 1689 e inició la Guerra guillermita de Irlanda, durante la cual gozó de apoyo mayoritario de los irlandeses católicos, a quienes ofreció el fin de la discriminación religiosa. En esos años, la causa jacobita se había hecho muy impopular en Inglaterra y Escocia, hecho agravado por el abierto apoyo de Francia a Jacobo II. 
Si bien Jacobo II y sus tropas dominaron casi toda Irlanda durante meses, en junio de 1690 el propio Guillermo III de Inglaterra desembarcó en la isla con tropas protestantes de refresco y venció decisivamente a los jacobitas en la batalla del Boyne el 12 de julio de 1690. Tras esta derrota la sublevación duró hasta octubre de 1691 por el ansia de los irlandeses de obtener mejores condiciones de paz por parte de Guillermo de Orange; sin embargo, Jacobo II huyó a Francia inmediatamente, con lo cual perdió gran parte de su popularidad entre los católicos de Irlanda.
Luis XIV instaló al rey de Inglaterra en el exilio en su castillo de Saint-Germain en Laye, con una corte de jacobitas exiliados, hasta la muerte de Jacobo II en 1701. La mencionada ciudad francesa se transformó prácticamente en la capital exiliada de los ingleses leales a los Estuardo y contaba con más de 1700 jacobitas en el año 1700; algunos de estos expatriados eran sumamente ricos y estaban bien contactados con la aristocracia europea.

## Levantamiento jacobita de 1715
A pesar del trauma de la masacre de Glencoe de 1692, las revueltas continuaron e incluso se intensificaron, después del ascenso de la casa de Hannover al trono británico en 1714. Inicialmente Jacobo II disfrutó del apoyo económico y político de Francia, en tanto Luis XIV entendía perfectamente que era muy útil a sus intereses mantener vigente el reclamo de los Estuardo como arma política en su enfrentamiento contra Gran Bretaña. Aun cuando el fin de la Guerra de Sucesión Española hizo que el rey francés se esforzara en mantener la paz, no renunciaba a la idea de emplear la cuestión sucesoria de los Estuardo contra sus rivales británicos.
En 1715 estalló una sublevación de jacobitas leales a los Estuardo en Escocia, en connivencia con el hijo y sucesor de Jacobo II de Inglaterra, Jacobo Francisco Eduardo Estuardo, el denominado «Viejo Pretendiente» (o Jacobo III para sus partidarios). Los jacobitas escoceses inicaron su revuelta el 6 de septiembre de 1715 y tomaron Perth poco después, iniciando una sublevación en escala mayor, aunque con escaso apoyo popular fuera de los Highlands escoceses; mientras tanto la reacción gubernamental en el mes de noviembre causó pérdidas a los sublevados. Recién el 22 de diciembre de 1715 Jacobo Francisco Eduardo Estuardo llegó a Escocia en un buque proporcionado por Francia e instaló su corte en Scone, pero no pudo ayudar a detener a las fuerzas de la casa de Hannover, numéricamente muy superiores. El 4 de febrero de 1716 el Viejo Pretendiente huyó de vuelta a Francia e instó a sus partidarios de los clanes escoceses a abandonar la lucha, lo cual sucedió de inmediato.

## Levantamiento jacobita de 1719
Francia se abstuvo de apoyar una restauración de los Estuardo por la fuerza, tras la firma del Tratado de Utrecht en 1713, por lo cual el pretendiente jacobita pidió ayuda a España. El primer ministro español, cardenal Giulio Alberoni, influyó ante el rey español Felipe V para ayudar a Jacobo Francisco Eduardo Estuardo. Como resultado, en 1718, se ideó el plan de enviar un contingente de soldados españoles destinados a desembarcar en Gran Bretaña y apoyar una revuelta que estaba siendo preparada por los jacobitas en Gales y Escocia, en coordinación con el Viejo Pretendiente. Un primer contingente de 300 hombres de la infantería de marina española se dirigiría a Escocia a iniciar la rebelión y un contingente mayor de 7000 españoles apoyaría la revuelta jacobita desde Gales, promoviendo una sublevación masiva que permitiría a los Estuardo y sus partidarios tomar Londres y coronar allí a Jacobo III. Ambos grupos partieron de Cádiz en marzo de 1719, dirigidos por ingleses jacobitas exiliados.
La fuerza española principal de 7000 hombres no pudo avanzar por fuertes tormentas en el océano Atlántico, pero la fuerza menor de 300 soldados españoles desembarcó en los Highlands del noroeste de Escocia, reuniéndose a los clanes escoceses jacobitas que iniciaron así la revuelta en abril de 1719. La reacción del Gobierno británico fue rápida, al enviar un numeroso y bien armado contingente de tropas, y los jacobitas fueron vencidos con sus aliados españoles en la batalla de Glenshiel el 10 de junio de 1719, fracasando este nuevo levantamiento.

## Levantamiento jacobita de 1745
Artículo principal: Rebelión jacobita de 1745
En el contexto de la guerra de Sucesión austriaca, Luis XV intentó apoyar al príncipe Carlos Eduardo Estuardo, conocido afectuosamente entre sus partidarios como "Bonnie Prince Charlie" o "El Joven Pretendiente", en un levantamiento armado de gran magnitud con el fin de derrocar la monarquía británica de los Hannover y reemplazarla con los católicos Estuardo. Para ello el Joven Pretendiente logró reunir una pequeña fuerza de exiliados ingleses, apoyados por buques franceses y soldados del ejército regular de Luis XV, que desembarcaron en Escocia el 5 de septiembre de 1745. Tras ello, Carlos Eduardo Estuardo consiguió levantar un ejército compuesto principalmente por clanes de las Highlands con el que tomó Edimburgo y derrotó al Ejército Real estacionado en Escocia en la batalla de Prestonpans. Ante este nuevo peligro, el Gobierno británico empezó a repatriar algunas de las tropas desplegadas en Flandes contra el Ejército francés para que se ocupasen de la rebelión jacobita.
Tras una larga espera, Carlos persuadió a sus generales de que los jacobitas ingleses podían organizar una revuelta a nivel nacional, que sería apoyada por una invasión francesa. Bajo esta suposición, el ejército de cerca de 5000 hombres invadió Inglaterra el 8 de noviembre de 1745, y avanzó a través de Carlisle y Mánchester hasta Derby, posición desde la que los rebeldes parecían amenazar la propia Londres, lo que llevó a Jorge II a hacer planes para trasladar el Gobierno a Hanóver. Las fuerzas jacobitas se encontraron hasta ese momento con una resistencia casi testimonial. Sin embargo, los problemas se acumulaban para el joven Carlos: hubo muy poco apoyo por parte de la población civil hacia los jacobitas, dos ejércitos leales a Jorge II bajo el mando del general George Wade y de Guillermo Augusto, duque de Cumberland (conocido por los jacobitas como "el Seboso Alemán") se estaban aproximando, la invasión francesa se retrasaba, se estaba formando una milicia protestante en Londres, y llegaron informes (ficticios) de un tercer ejército cerniéndose sobre ellos. El general jacobita lord George Murray y el resto del Consejo de Guerra insistieron en volver grupas y regresar a Escocia para levantar un ejército mayor, y el 6 de diciembre de 1745 se inició la retirada, con el príncipe dejando el mando a Murray.
Las fuerzas jacobitas alcanzaron Glasgow el 25 de diciembre, donde se reaprovisionaron y se les unieron algunos miles de hombres. Allí se enfrentaron y vencieron a las fuerzas gubernamentales comandadas por el general Henry Hawley cerca de Falkirk. El duque de Cumberland llegó a Edimburgo el 30 de enero de 1746 y tomó el mando del ejército en fuga, relevando a Hawley, tras lo cual marchó hacia el norte siguiendo la costa y recibiendo suministros por vía marítima. Reorganizó a sus fuerzas en Aberdeen, y pasó allí seis semanas sometiendo a sus tropas a un duro entrenamiento.
Mientras tanto, las fuerzas gubernamentales seguían presionando a Carlos, que se retiró hacia el norte, perdiendo hombres y fracasando en la captura del castillo de Stirling y de Fort William en febrero y marzo de 1746. Carlos volvió a tomar el mando del ejército, insistiendo en adoptar una actitud defensiva a la espera de una batalla decisiva. Para entonces los jefes militares jacobitas se decepcionaron al hallar que el Joven Pretendiente tenía escasos conocimientos bélicos y exigía presentar batalla en campo abierto pese a la desventaja numérica y militar de los jacobitas sobre las tropas de Jorge II. Cabe observar que la fácil marcha del Joven Pretendiente en el otoño de 1745 se debió a un efecto sorpresa y un avance rápido por las tierras bajas de Escocia, en momentos cuando la casa de Hannover empleaba a la mayor parte de sus tropas en la guerra de Sucesión austriaca; tras medio año de lucha las fuerzas leales a Jorge II habían recibido refuerzos, y aumentado en potencia. Ante ello, los consejeros militares de Carlos Eduardo Estuardo sugerían adoptar una táctica de guerrillas para expulsar a las tropas gubernamentales de Escocia, lo cual fue rechazado por el Joven Pretendiente, que aún esperaba un masivo apoyo francés y menospreciaba la fuerza bélica de sus adversarios.
La última rebelión jacobita ("la cuarenta y cinco"), conducida por Carlos Eduardo Estuardo terminó cuando el levantamiento fue derrotado decisivamente en la batalla de Culloden el 16 de abril de 1746. Tras este combate, la fuerza bélica de los jacobitas quedó completamente destruida y el Joven Pretendiente debió huir de Gran Bretaña para siempre.

## Legado
Estas revueltas tuvieron como consecuencia la emigración masiva de pueblos escoceses, conocidos bajo el nombre de Highland Clearances hacia las planicies del litoral y hacia América, en particular a los valles de los Apalaches. Ocasionaron el fin del sistema de solidaridad social que existía al interior de los clanes escoceses, cuyos jefes se convirtieron en grandes terratenientes. 
Durante este periodo, Irlanda vivió la denominada Fuga de los Gansos Salvajes, donde irlandeses católicos en edad militar salían de la isla para prestar servicio en ejércitos del resto de Europa, habida cuenta de que por el apoyo dado a los jacobitas en 1690 el gobierno británico prohibió a los católicos de todo el reino portar armas o integrarse en la milicia.
Si bien Carlos Eduardo Estuardo nunca renunció a sus derechos como monarca, la derrota final de 1746 eliminó toda opción seria de una restauración de los Estuardo en el trono británico. El gobierno de Francia y la Santa Sede cesaron de apoyar la causa de la restauración de los Estuardo poco después del fracaso de 1746, rechazando también la extravagante conducta del Joven Pretendiente. La muerte del último descendiente de la línea masculina de los Estuardo, el Cardenal de York Enrique IX, suprimió la sucesión directa jacobita en 1797.

## En la cultura
La canción Crua Chan, publicada en 1987 en el disco After Chabón del grupo de rock argentino Sumo, habla sobre el último levantamiento jacobita. La canción relata como lograron invadir Inglaterra hasta llegar al pueblo de Derby, y como después fueron masacrados en la Batalla de Culloden. En la última parte habla de Bonnie Prince (refiriéndose al Príncipe Carlos Eduardo Estuardo) diciendo que este mismo se va a su casa y nunca volverá. En la música que acompaña a la letra, hay un riff de guitarra, que, con unos efectos, hace un sonido "gaita". Este mismo se hace en el principio y se repite en el medio de la canción. En el momento de invadir Inglaterra, los gaiteros marchaban adelante de los highlanders por lo que estos fueron los primeros en morir en la batalla. De ahí la significación que tienen las gaitas en la canción. El tema está cantado en inglés de principio a final, como la mayoría de las canciones de la banda.
El nombre que se le pone a la canción, se refiere al grito de guerra del Clan Campbell. 

## Otras referencias
1. ↑  Audio de la entrevista dada por Luca Prodan, cantante y compositor del grupo, realizada por Mario Pergolini y Ari Paluch en el programa Feedback en radio Rock & Pop, Buenos Aires, 1987. El audio está publicado en Taringa